# 邦菲爾德 (伊利諾伊州)
邦菲爾德（英語：Bonfield）是一個位於美國伊利諾伊州坎卡基縣的城市。

## 地理
邦菲爾德的座標為41°08′50″N 88°03′30″W / 41.14722°N 88.05833°W，而該地的平均海拔高度為192米（即630英尺）。

## 人口
根據2010年美國人口普查的數據，邦菲爾德的面積為1.27平方千米，當中陸地面積為1.27平方千米，而水域面積為0.00平方千米。當地共有人口382人，而人口密度為每平方千米300.79人。